# Lijst van katholieke kloosters en abdijen in België
Dit is een (onvolledige) lijst van katholieke kloosters en abdijen in België.

## Arme Claren
- Monasterium "van de Onbevlekte Ontvangenis" te Aalst
- Monasterium "Heilige Familie" te Boom
- Monasterium "Onze Lieve Vrouw Middelares" te Genk
- Monasterium "Bethlehem" te Gent
- Monasterium "van de Heilige Jozef" te Kessel-Lo
- Monasterium "Het Stalleke van Bethlehem" te Lier
- Monasterium "Heilig Hart" te Lokeren
- Monasterium "Zonnelied" te Oostende
- Monasterium "Onze Lieve Vrouw ter Engelen" te Roeselare
- Monasterium "van de Heilige Familie" te Sint-Niklaas
- Monasterium "Sint Jozef" te Sint-Truiden
- Monasterium "De Croone" te Stabroek
- Monasterium "Oorzaak onzer Blijdschap" te Tongeren
- Monasterium "O.L. Vrouw ter Engelen" te Turnhout

## Augustijnenen augustinessen
- Augustijnenklooster "Sint-Stefanus" in Gent
- Augustijnenklooster "Sint-Thomas van Villanova" in Heverlee
- Couvent des Augustins Saint Nicolas de Tolentin in Bouge
- Priorij van Betlehem (verdwenen) in Herent
- Onze Lieve Vrouw ter Nieuwe Plant in Ieper
- Sint-Trudoabdij in Brugge
- Engels Klooster in Brugge

## Benedictijnenen benedictinessen
- Abbaye de Maredsous te Denée (Anhée)
- Abbaye d'Orval te Villers-devant-Orval
- Abbaye Paix-Notre-Dame te Luik
- Abbaye Sainte-Gertrude te Louvain-la-Neuve
- Abbaye SS. Jean et Scholastique de Maredret te Maredret (Anhée)
- Abdij Affligem te Affligem
- Abdij van Stavelot
- Adbij Bethlehem te Bonheiden
- Abdij Keizersberg te Leuven
- Abdij Maria Mediatrix en S. Wivina te Affligem
- Abdij Sint-Godelieve "Ten Putte" te Gistel (Congregatie "Moeder van Vrede")
- Benedictines de Lubudi c/o Missieprokuur Don Bosco te Boortmeerbeek
- Klooster Onze-Lieve Vrouw van Vrede te Menen
- Monastère benedictin te Chevetogne
- Monastère de l'Alliance te Rixensart
- Monastère Notre-Dame te Ermeton-sur-Biert
- Monastère Notre-Dame d'Hurtebise te Saint-Hubert
- Monastère Saint-André de Clerlande te Ottignies
- Monastère St Sauveur c/o Missieprokuur Don Bosco te Boortmeerbeek
- Monasterium De Wijngaard te Brugge
- Prieuré de L'Annonciation te Quévy-le Grand
- Prieuré de l'Assomption te Graven
- Prieuré d'Emmaus B. 55 Lubumbashi c/o Missieprokuur Don Bosco te Boortmeerbeek
- Prieuré Saint-Jean l'Evangeliste te Quévy-le-Grand
- Prioratus B. Mariae V. de Bethania (Priorij O.L.V. Van Bethanië) te Loppem
- Priorij Hunnegem te Geraardsbergen
- Priorij Regina Pacis te Schoten
- Priorij Sint Jozef te Rumbeke
- Sint-Andriesabdij te Brugge
- Sint-Godelieveabdij te Brugge
- Sint-Pieters-en-Paulusabdij te Dendermonde
- Sint-Pietersabdij Steenbrugge te Assebroek, Brugge
- Klooster Sint-Remaclus (Wavreumont)

## Dominicanenen dominicanessen
- Klooster Dominicanen in Gent
- Klooster Dominicanen in Leuven
- Klooster Dominicanessen Engelendale in Brugge

## Karmelietenen karmelietessen
- Kloosterkerk Paters Karmelieten in Gent
- Slotklooster van de ongeschoeide karmelietessen in Gent
- Basiliek en klooster van Onze-Lieve-Vrouw van Troost in Vilvoorde
- Ongeschoeide Karmelieten in Brugge
- Karmelietessen van Oudenaarde
- Karmelietessen van Moerzeke
- Karmelietessen van Vlamertinge

## Minderbroeders-franciscanen
- Fraternité de Tibériade (Lavaux-Sainte-Anne)
- Antwerpen
- Genk
- Hasselt
- Heusden-Zolder
- Leuven
- Sint-Kornelis-Horebeke
- Sint-Niklaas
- Sint-Truiden
- Vaalbeek

## Minderbroeders-kapucijnen
- Antwerpen
- Klooster van Capucijnen in Brugge
- Herentals
- Meersel-Dreef (Hoogstraten)
- Ieper
- Izegem

## Minderbroeders-konventuelen
- Brussel
- Halle

## Norbertijnen
- Abdij van Averbode, een deelgemeente van Scherpenheuvel-Zichem (1134)
- Abdij van Floreffe, een gemeente nabij Namen (1121)
- Abdij van Grimbergen, een gemeente ten noorden van Brussel (1128)
- Abdij van Leffe nabij Dinant (1200), eerst een priorij van de Abdij van Floreffe (1152)
- Abdij van Sint-Michiel te Antwerpen (1124 - 1831, volledig verwoest tijdens de Belgische Revolutie)
- Abdij van Park in Heverlee nabij Leuven (1128)
- Abdij van Postel, een gehucht in Mol, lange tijd een priorij van de Abdij van Floreffe (1138)
- Abdij van Tongerlo, een deelgemeente van Westerlo (1130)
- Abdij van Bonne-Espérance in Vellereille-les-Brayeux, een deelgemeente van Estinnes in de provincie Henegouwen

## Trappistenen trappistinnen
- Abdij Onze-Lieve-Vrouw van het Heilig Hart van Westmalle te Westmalle
- Abdij Onze-Lieve-Vrouw-van-La-Trappe-van-de-Heilige-Benedictus te Hamont-Achel
- Abdij Notre-Dame de Saint-Rémy te Rochefort
- Abdij Notre-Dame de Scourmont te Forges nabij Chimay
- Abdij Notre-Dame d'Orval te Villers-devant-Orval
- Sint-Sixtusabdij van Westvleteren te Westvleteren
- Abbaye Notre-Dame-de-la-Paix (Chimay)
- Abbaye Notre-Dame de Clairefontaine (ook Abbaye de Cordemois) (Bouillon)
- Abdij Notre-Dame de Soleilmont (Fleurus)
- Abbaye Notre-Dame de Brialmont (Tilff, Esneux)
- Abdij Onze-Lieve-Vrouw van Nazareth (Brecht)
- Priorij Onze-Lieve-Vrouw van Klaarland (Bocholt)

## Redemptoristen
- Redemptoristenklooster in Wittem
- Redemptoristenklooster in Gent
- Redemptoristinnen in Brugge
- Redemptoristinnenkerk, Brugge

## Zusters van Maria
- Klooster Ingelmunster